# Sex Machine Today
Sex Machine Today è il quarantatreesimo album in studio del cantante statunitense James Brown, pubblicato nel maggio 1975 dalla Polydor Records.

## Tracce
1. Sex Machine, Pts. 1 & 2 – 11:55
2. I Feel Good – 3:05
3. Problems – 2:47
4. Dead on It – 13:08
5. Get Up Off of Me – 3:59
6. Deep in It – 7:31